# قطعنامه ۷۵۵ شورای امنیت
قطعنامه  ۷۵۵ شورای امنیت سازمان ملل متحد که در تاریخ ۲۰ مه ۱۹۹۲ تصویب شد، سندی بین‌المللی دربارهٔ پذیرش اعضای جدید سازمان ملل متحد: بوسنی و هرزگوین است. این قطعنامه طی نشست ۳۰۷۹ام    تصویب شد.